# Сырково (Рамешковский район)
Сырково — деревня в Рамешковском районе Тверской области.

## География
Находится в восточной части Тверской области на расстоянии приблизительно 15 км на юго-запад по прямой от районного центра поселка Рамешки.

## История
Известна с 1859 года как помещичья карельская деревня с 20 дворами, принадлежавшая Н. В. Зиновьеву, генерал-адъютанту, проживавшему в Петербурге. В 1887 — 36 дворов, в 1941 — 55 домов, в 2001 — 12 домов местных жителей и 10 — собственность наследников и дачников. В советское время работали колхозы «Красный герой», «Заветы Ильича» и совхоз «Тучевский». До 2021 входила в сельское поселение Никольское Рамешковского района до их упразднения.

## Население
Численность населения: 135 человек (1859 год), 186 (1887), 31 (1989), 17 (карелы 82 %) в 2002 году, 16 в 2010.